# Peter Carlsen
Peter S. Carlsen (født 19. februar 1955) er en dansk maler og grafiker. Optaget på Det Kongelige Danske Kunstakademi i 1977.
Deltog i 1982 på den skelsættende generationsudstilling Kniven på hovedet på Tranegården i Gentofte.
Peter Carlsens værker findes på en række af Danmarks førende museer, heriblandt Statens Museum for Kunst, Arken og ARoS Aarhus Kunstmuseum.
Carlsen deltager som kunstekspert i Kunstquiz på DR K.
Carlsen indtrådte i starten af 2016 i bestyrelsen for kunstretningen: Humorisme.